# Cowie (Stirling)
Cowie ist in Dorf in der Council Area Stirling in Schottland. Es liegt an der kleinen Landstraße B9124, etwa sechs Kilometer südöstlich von Stirling und etwa zwei Kilometer nördlich der A9. Der Zensus im Vereinigten Königreich von 2011 stellte eine Bevölkerung von 2649 fest. Cowie ist eine der 42 Community Council Areas von Stirling.
Cowie war ursprünglich ein Grubendorf und Stein wurde in der Umgebung abgebaut. Es ist nun Standort einer Fabrik zur Herstellung von Holzwerkstoff-Produkten und anderer Leichtindustrie.